# Плотина Табка
Эт-Табка (араб. سد الطبقة‎) или Саура эд-Дам (араб. سد الثورة‎, «Плотина революции») — каменно-набросная плотина на Евфрате, в 40 км вверх по течению от города Эр-Ракка в мухафазе Эр-Ракка, Сирия. Плотина имеет 60 м в высоту и 4,5 км в длину и является самой большой плотиной в Сирии. Её строительство привело к созданию крупнейшего водохранилища Сирии Эль-Асад. Плотина была построена в 1968—1973 годах с помощью Советского Союза. Международное сообщество помогло выкопать и документировать много археологических памятников, которые были расположены в районе будущего водохранилища, прежде чем они будут затоплены из-за подъёма воды. Когда сток воды Евфрата был сокращён в 1974 году из-за заполнения водохранилища, разразился конфликт между Сирией и Ираком, который был урегулирован путём вмешательства со стороны Саудовской Аравии и Советского Союза. Плотина была построена для производства электроэнергии и орошения земли по обе стороны Евфрата.

## Характеристики ГЭС
Плотина Табка расположена в месте, где скальные выходы на каждой стороне долины Евфрата расположены менее чем в 5 км друг от друга. Каменно-накидная плотина имеет 4,5 км в длину, 60 м в высоту от русла реки (307 м над уровнем моря), 512 м ширину в фундаменте и 19 м по гребню. ГЭС расположена на южном краю плотины и содержит восемь поворотно-лопастных турбин. Скорость вращения турбин составляет 125 RPM , и они потенциально могут генерировать 103 МВт каждая. Водохранилище Асад имеет 80 км в длину и в среднем 8 км в ширину. Водохранилище потенциально может содержать 11,7 км³ воды, в этом случае площадь его поверхности будет 610 км². Годовое испарение составляет 1,3 км³ в связи с высокой средней температурой летом в северной Сирии. Это очень много в сравнении с водохранилищами выше по течению от водохранилища Асад. Например, испарение на водохранилище Кебан составляет 0,48 км³/год примерно с той же площадью поверхности.
Однако ни ГЭС, ни водохранилище перед началом гражданской войны в Сирии не использовали свой полный экономический потенциал. Хотя водохранилище потенциально может содержать 11,7 км³, фактическая емкость составляла 9,6 км³, а площадь — 447 км³. Предлагаемая схема орошения имеет ряд проблем, в том числе высокое содержание гипса в мелиорированных почвах вокруг водохранилища, засоление почв, разрушение каналов, по которым направляется вода из водохранилища, и нежелание фермеров переселиться в новейшие мелиорированные районы. В результате, только 60 000 га орошали из водохранилища в 1984 году. В 2000 году орошаемые площади возросли до 124 000 га, что является лишь 19 % от прогнозируемых 640000 га. В связи с более низким, чем ожидалось, поступлением воды из Турции, а также отсутствием технического обслуживания, плотина генерирует только 150 МВт вместо 800 МВт. Водохранилище является важнейшим источником питьевой воды в Алеппо, обеспечивая город по трубопроводу с 0,08 км³/год. Водохранилище также поддерживает развитие рыбной промышленности.

## История проекта
В 1927 г., когда Сирия была под французским мандатом, было предложено построить плотину в долине Евфрата, недалеко от сирийско-турецкой границы. После обретения Сирией независимости в 1946 г. была вновь изучена практическая осуществимость этого предложения, но план не был выполнен. В 1957 г. сирийское правительство достигло соглашения с Советским Союзом по технической и финансовой помощи для строительства плотины в долине Евфрата. Сирия, в рамках Объединенной Арабской Республики (ОАР), подписала соглашение с ФРГ в 1960 году на получение кредита для финансирования строительства дамбы.
Проектные работы для строительства гидроузла «Табка» в Сирийской Арабской Республике были начаты советскими специалистами в 1960 г. Гидроузел представлял собой плотину со зданием гидроэлектростанции и оросительную систему,
получающую воду из созданного водохранилища. В обосновании проекта советские специалисты отмечали, что районы Дамаск, Оронт, Прибрежный и Алеппо имеют «жизненно важное» значение для экономики страны. Общая площадь этих районов составляла 27 % всей территории страны, где проживало 76 % населения. Общий объем водопотребления на территории этих районов составляет порядка 1.85 млрд. м³  в год, с возрастанием через 10-15 лет до 3.05 млрд. м³  в год.
Сотрудниками НИИ «Гидропроект» им. С.Я. Жука для сооружения плотины был выбран створ реки Евфрат у деревни Табка, где было запроектировано создание гидроэлектростанции мощностью 100 МВт и системы орошения для 100 тыс. га земель. В сентябре 1967 г.«Евфратпроект» разработал график работ по строительству гидроузла. График предусматривал выполнение значительных работ по жилищному и коммунально-бытовому строительству в деревне Табка, строительство объектов производственной базы, сдачу в эксплуатацию линии электропередачи на 220 кВ «Алеппо-Табка» с подстанциями к 1 августа 1967 г. и начало работ по разработке котлована ГЭС с января 1968 г. Начало работ по строительству основных сооружений происходило с IV квартала 1968 г. В течение 1970 г. «Евфратпроект» выполнил значительные объемы работ: было произведено 2.4 млн. м³  выемок мягких и скальных грунтов, намыто 5.65 млн. м³ грунтов с помощью землесосных снарядов и уложено 2.66 млн. м³ насыпей. Выполнение в 1971 г. строительно-монтажных работ позволяло осуществить перекрытие р. Евфрат и осуществить пуск первых трех гидроагрегатов в 1973 г. Пробный пуск первых трех агрегатов гидроузла Табка был осуществлен в декабре 1973 г. 30 апреля 1974 г. были пущены с выдачей электроэнергии на местный район агрегаты № 3 и № 4, а 8 мая 1974 г. агрегат № 2. 2 июня 1974 г. агрегаты были включены в энергосистему Сирии с выдачей электроэнергии для нужд городов Алеппо, Хомс и Дамаск.

### Конфликт с Ираком
В 1974 году Сирия начала заполнение водохранилища, уменьшая поток Евфрата. Немного ранее Турция начала заполнять водохранилище Кебан, однако на верховьях Евфрата началась засуха. В результате Ирак получил значительно меньше воды из Евфрата, чем обычно, годовой сток Евфрата снизился с 15,3 км³ в 1973 году до 9,4 км³ в 1975 году. Ирак попросил Лигу арабских государств вмешаться, однако Сирия утверждала, что она получила меньше воды из Турции, поэтому отказались сотрудничать. В результате напряженность росла. Ирак и Сирия развернули свои войска возле общей границы. Ирак также угрожал бомбить плотину Табка. Решением спора было подписание соглашения в 1975 году при посредничестве Саудовской Аравии и Советского Союза, по которому Сирия немедленно увеличила поток от плотины и согласилась дать 60 % потока воды Евфрата в Ираке. В 1987 году Турция, Сирия и Ирак подписали соглашение, по которому Турция гарантировала на турецко-сирийской границе поддерживать сток Евфрата в объёме 500 м³/сек, что эквивалентно 16 км³/год.

### Археологические раскопки
Перед заполнением водохранилища плотины Табка между 1963 и 1974 проводилась интенсивная международная программа археологических раскопок в районе затопления. В рамках этой программы раскопки были проведены на объектах, которые датированы начиная с периода поздней Натуфийской культуры до периода Османской империи. Раскопки включали такие объекты, как Абу-Хурейра, Емар, Хабуба Кабира, Мурейбет, Тель-эс-Свейхат, Тель-Фрей и Дибси Фарадж. В Джабере, замке на вершине холма, который будет преобразован в остров от затопления водохранилища Аль-Ассад, была построена защитная дамба, а два минарета в Мурейбете и Мескене были перемещены в зону за пределами участка затопления.